# Země nikoho

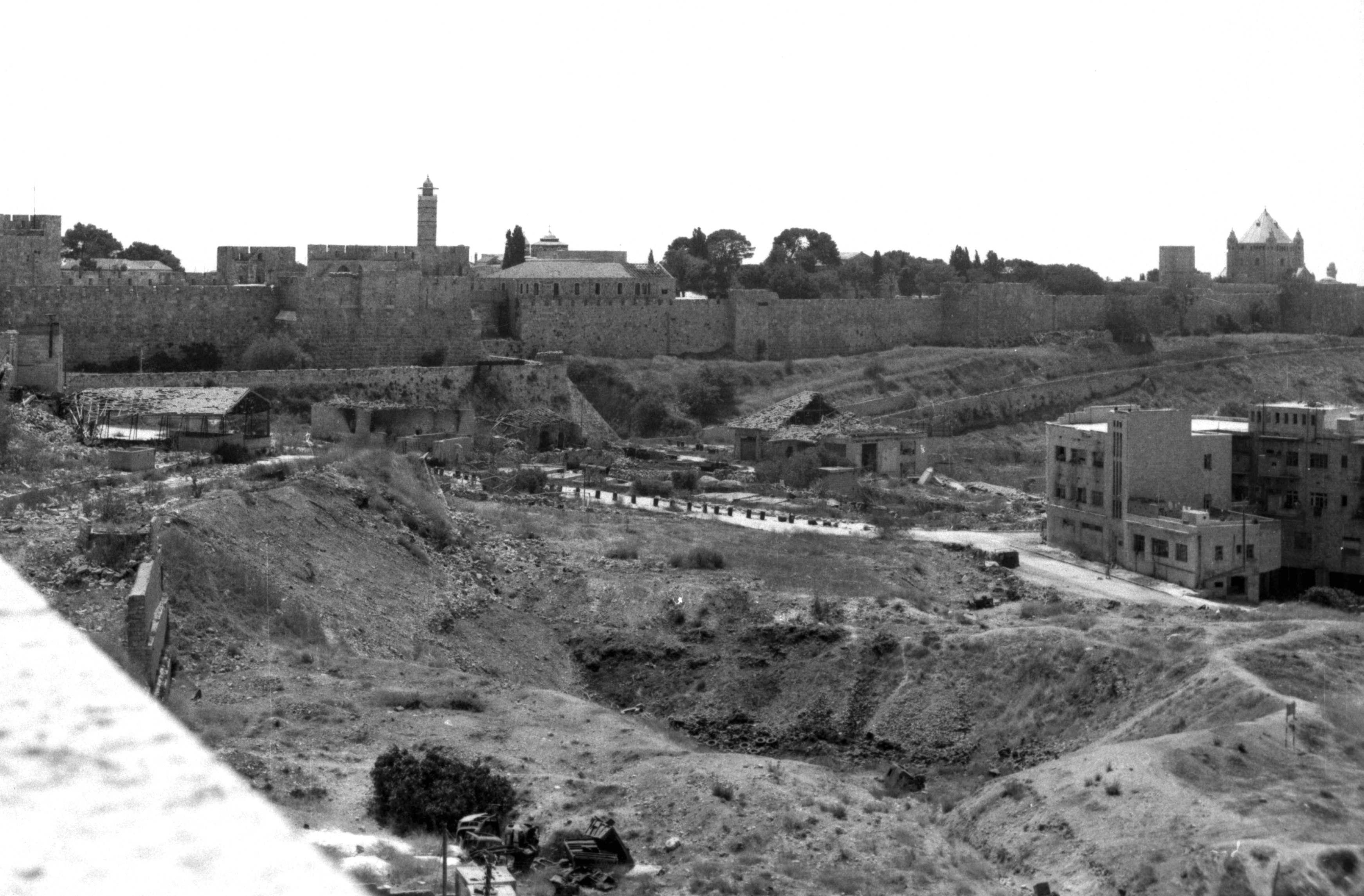
Země nikoho mezi Izraelem a Jordánskem v Jeruzalémě, cca 1964

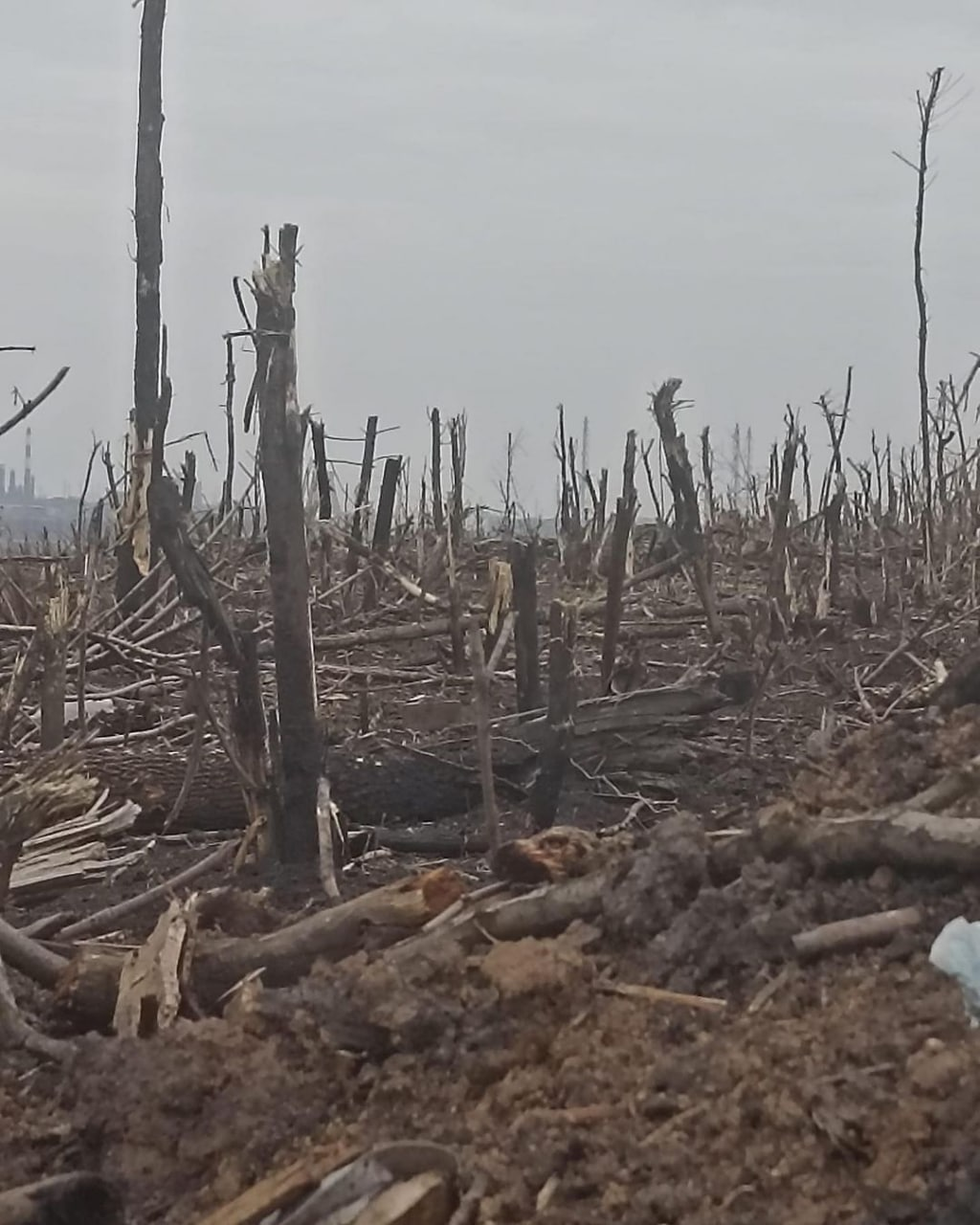
Země nikoho během rusko-ukrajinské války u Bachmutu, 2022

Země nikoho je obvyklé označení pro nějaké území (pozemek, region apod.), které nepodléhá moci žádného státu, či jiné skupiny lidí. V praxi obvykle jde o nikým neovládanou část pozemské pevniny resp. zemského povrchu, která se může objevit například během velkého válečného konfliktu, kdy se tímto slovním spojením často označuje ta část válčiště, která se nachází v prostoru mezi oběma válčícími stranami. Užívá se i v přeneseném významu slova, případně jako příměr nebo umělecká metafora.

## Příklady

### První světová válka
Během Velké války a její statické fáze, hlavně na západní frontě, bylo jako země nikoho označováno území ležící mezi zákopy válčících stran.
Toto území bylo možné překročit jen obtížně a za cenu velkých ztrát. Pro běžného pěšáka znamenalo vejít do země nikoho v pozdějších letech války prakticky jistou smrt. I přes velkou snahu jak dohody, tak centrálních mocností vynalézat různé vymoženosti, jak problém zákopové války vyřešit (např. britský tank nebo německý bojový plyn), tak se fronta pohybovala velmi málo.

### Ruská agrese na Ukrajině
Během takřečené "speciální vojenské operace na Ukrajině" se hned ze začátku potýkaly ozbrojené síly Ruské federace s taktickými neúspěchy a chybami v logistice. To vyústilo ve statický boj podobný právě první světové válce.
Nejvíce zákopový boj pocítilo nyní již opuštěné město Bachmut běchem bitvy o Bachmut. Město bylo důležitým strategickým bodem, o který měly zájem obě válčící strany. Během bitvy padlo podle některých zdrojů dohromady něco přes 40–72 tisíc lidí. Dalších cca 150 tisíc lidí mělo být raněno.
Bitvu nakonec vyhráli Rusové, ale během těžkého bombardování se město proměnilo v ruiny, které nemají v současnosti skoro žádný strategický význam.